# Afonso II de Portugal
Afonso II (Coimbra, 23 de abril de 1185 – Coimbra, 25 de março de 1223), apelidado de o Gordo, foi o terceiro Rei de Portugal de 1211 até sua morte. Era filho do rei Sancho I e sua esposa Dulce de Aragão.

## Vida

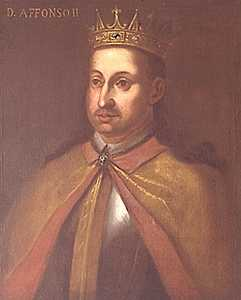
Afonso II.

Afonso foi o primeiro filho  de Sancho I e de Dulce de Aragão. Teve três irmãs nascidas antes dele, sendo o quarto a nascer. Foi o terceiro rei de Portugal, nasceu no mesmo ano em que o avô Afonso Henriques morreu.
Teve uma vida curta, morreu aos 37 anos de doença. No seu reinado preocupou-se mais em centralizar o poder real do que na conquista aos mouros.
Casou-se em 1208 com Urraca de Castela, uma prima sua, descendente de Afonso VI de Leão, sendo este o trisavô de Afonso II. Este casamento ia contra a lei canónica, pois eram primos em 5.º grau. O bispo do Porto, Martinho Rodrigues opôs-se à entrada dos noivos por esse motivo, o que desencadeou uma resposta violenta por parte do rei Sancho I, pai de Afonso.
Os seus filhos eram menores quando morreu. O sucessor Sancho II ainda não tinha os 14 anos ao herdar o trono. O país acabou por mergulhar num período de desordem que levou o irmão de Sancho II, Afonso III, a lutar pela posse do trono que acabou por conseguir.
Diz-se que D. Afonso II possa ter morrido de lepra (isso poderá ter justificado um dos seus cognomes, o Gafo, bem como uma célebre e depreciativa frase dita por alguns elementos do povo: Fora Gaffo!), mas a enorme gordura que o rei possuía teria sido a sua causa de morte.

## Reinado
Os primeiros anos do seu reinado foram marcados por violentos conflitos internos (1211-1216) entre Afonso II e as suas irmãs Mafalda, Teresa e Santa Sancha de Portugal (a quem seu pai legara em testamento, sob o título de rainhas, a posse de alguns castelos no centro do país — Montemor-o-Velho, Seia e Alenquer —, com as respectivas vilas, termos, alcaidarias e rendimentos), numa tentativa de centralizar o poder régio. Este conflito foi resolvido com intervenção do papa Inocêncio III. O rei indemnizou as infantas com muito dinheiro, a guarnição dos castelos foi confiada a cavaleiros templários, mas era o rei que exercia as funções soberanas sobre as terras e não as infantas como julgavam ter e que levou à guerra. O conflito deu-se na altura em que se deu a batalha de Navas de Tolosa e como tal, poucos soldados o rei tinha ao seu dispor.
No seu reinado foram criadas as primeiras leis escritas e pela primeira vez reunidas cortes com representantes do clero e nobreza, em 1211 na cidade de Coimbra, na altura capital. Foram realizadas inquirições em 1220, inquéritos feitos por funcionários régios com vista a determinar a situação jurídica das propriedades e em que se baseavam os privilégios e imunidades dos proprietários. As confirmações entre 1216 e 1221, validavam as doações e privilégios concedidos nos anteriores reinados, após analisados os documentos comprovativos ou por mercê real. Todo o seu reinado foi um combate constante contra as classes privilegiadas, isto porque seu pai e avô deram grandes privilégios ao clero e nobreza e Afonso II entendia que o poder real devia ser fortalecido.

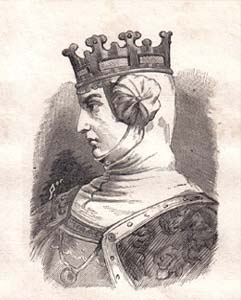
Rainha Urraca.

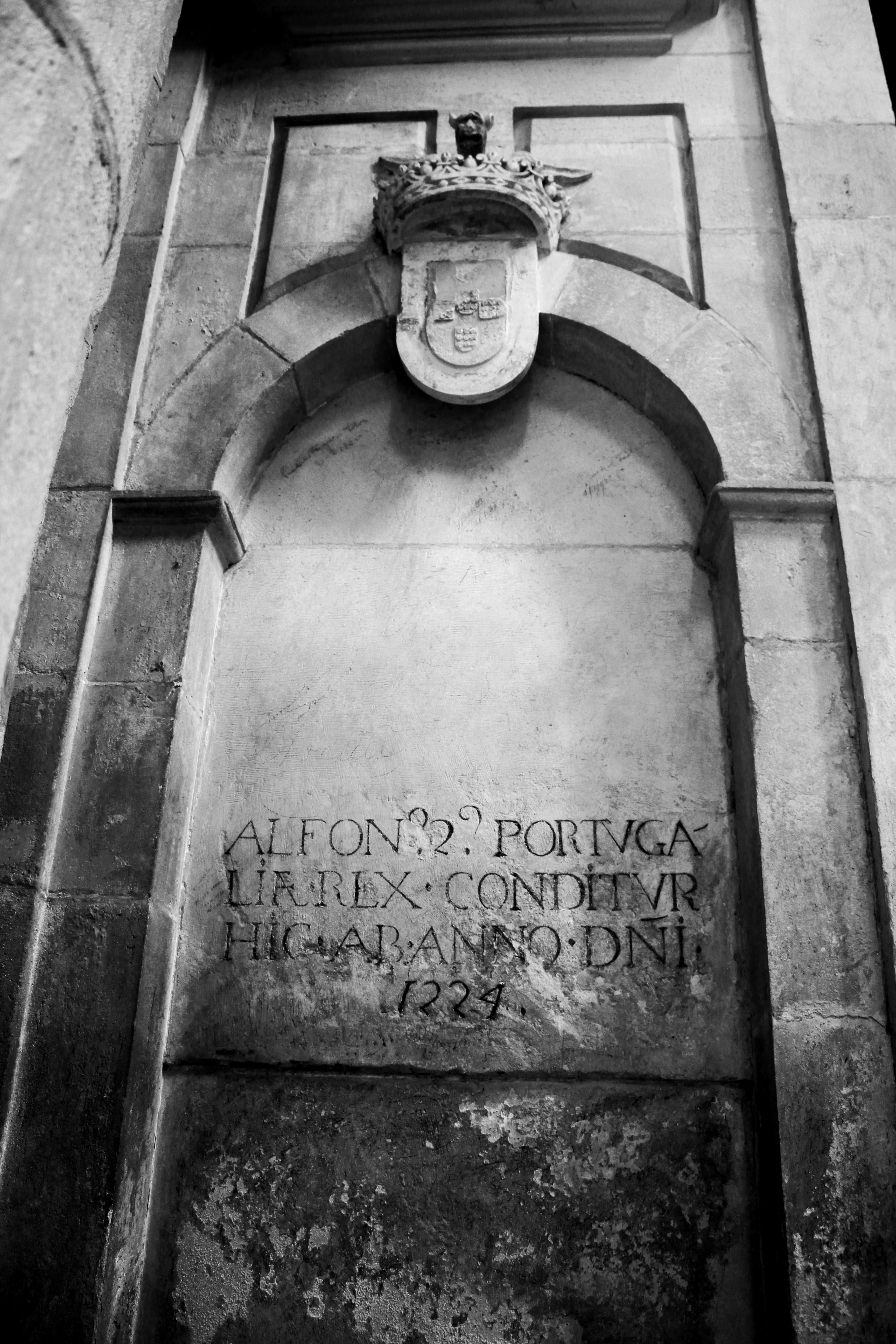
Túmulo de Afonso II.

O reinado de Afonso II caracterizou um novo estilo de governação, contrário à tendência belicista dos seus antecessores. Afonso II não contestou as suas fronteiras com Galiza e Leão, nem procurou a expansão para Sul (não obstante no seu reinado ter sido tomada aos mouros as cidades de Alcácer do Sal, Borba, Vila Viçosa, Veiros, em 1217, e, possivelmente também Monforte e Moura, mas por iniciativa de um grupo de nobres liderados pelo bispo de Lisboa), preferindo sim consolidar a estrutura económica e social do país. O primeiro conjunto de leis portuguesas é de sua autoria e visam principalmente temas como a propriedade privada, direito civil e cunhagem de moeda. Foram ainda enviadas embaixadas a diversos países europeus, com o objectivo de estabelecer tratados comerciais. Não teve preocupações militares, mas enviou tropas portuguesas que, ao lado de castelhanas, aragonesas e francesas, combateram bravamente na célebre batalha de Navas de Tolosa na defesa da Península Ibérica contra os muçulmanos. A única conquista feita foi Alcácer do Sal.
Outras reformas de Afonso II tocaram na relação da coroa Portuguesa com o Papa. Com vista à obtenção do reconhecimento da independência de Portugal, Afonso Henriques, seu avô, foi obrigado a legislar vários privilégios para a Igreja. Anos depois, estas medidas começaram a ser um peso para Portugal, que via a Igreja desenvolver-se como um estado dentro do estado. Com a existência de Portugal firmemente estabelecida, Afonso II procurou minar o poder clerical dentro do país e aplicar parte das receitas das igrejas em propósitos de utilidade nacional. Esta atitude deu origem a um conflito diplomático entre o Papado e Portugal. Depois de ter sido excomungado pelo Papa Honório III, Afonso II prometeu rectificar os seus erros contra a Igreja, mas morreu em 1223 excomungado, sem fazer nenhum esforço sério para mudar a sua política.
Só após a resolução do conflito com a Igreja, logo nos primeiros meses de reinado do seu sucessor Sancho II, pôde finalmente Afonso II descansar em paz no Mosteiro de Alcobaça (foi o primeiro monarca a fazer da abadia cisterciense o panteão real).

## Títulos, estilos e honrarias

### Títulos e estilos
- 23 de Abril de 1185 – 26 de Março de 1211: O Infante Afonso de Portugal;
- 26 de Março de 1211 – 25 de Março de 1223: Sua Mercê, El-Rei de Portugal.

O estilo oficial de D. Afonso II enquanto Rei de Portugal:
Pela Graça de Deus, Afonso II, Rei de Portugal.

## Genealogia

### Descendência
Com a sua mulher, Urraca de Castela (1186-1220):
- Sancho II de Portugal (1209-1248);
- Afonso III de Portugal (1210-1279);
- Leonor, infanta de Portugal (1211-1231), casou Valdemar III, o Jovem, filho do rei Valdemar II da Dinamarca;
- Fernando de Portugal, Senhor de Serpa (1218-1246), senhor de Serpa.

Filhos naturais:
- João Afonso (m. 9 de Outubro de 1234), enterrado no mosteiro de Alcobaça;
- Pedro Afonso (n. 1210), que acompanhou seu irmão na conquista de Faro (1249).[9]